# Licht- und Luftbad Niederrad

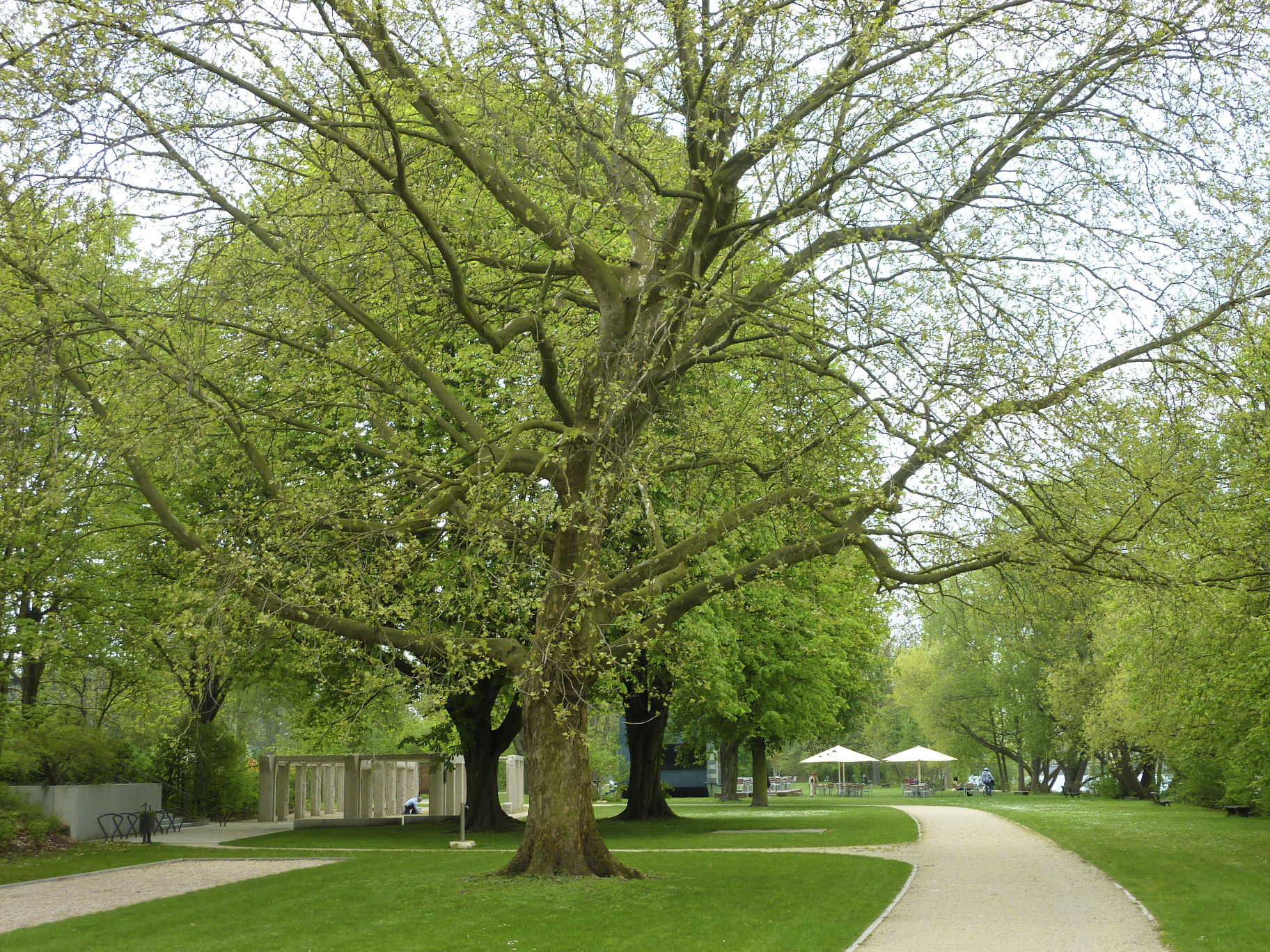
Blick von der Mitte des Parks aus nach Westen. Im Hintergrund (Bildmitte) das Café im Park

Das Licht- und Luftbad Niederrad (LiLu als eingebürgerte Abkürzung) ist eine öffentliche Grünanlage in der Stadt Frankfurt am Main. Es liegt am nördlichen Rand des Stadtteils Niederrad auf einer etwa 500 m langen, schmalen Landzunge (Halbinsel) am orografisch linken, geografisch südlichen Ufer des Flusses Main. Die Anlage bietet unter anderem eine Liegewiese, einen Grillbereich und eine kleine Gastronomie.

## Geschichte

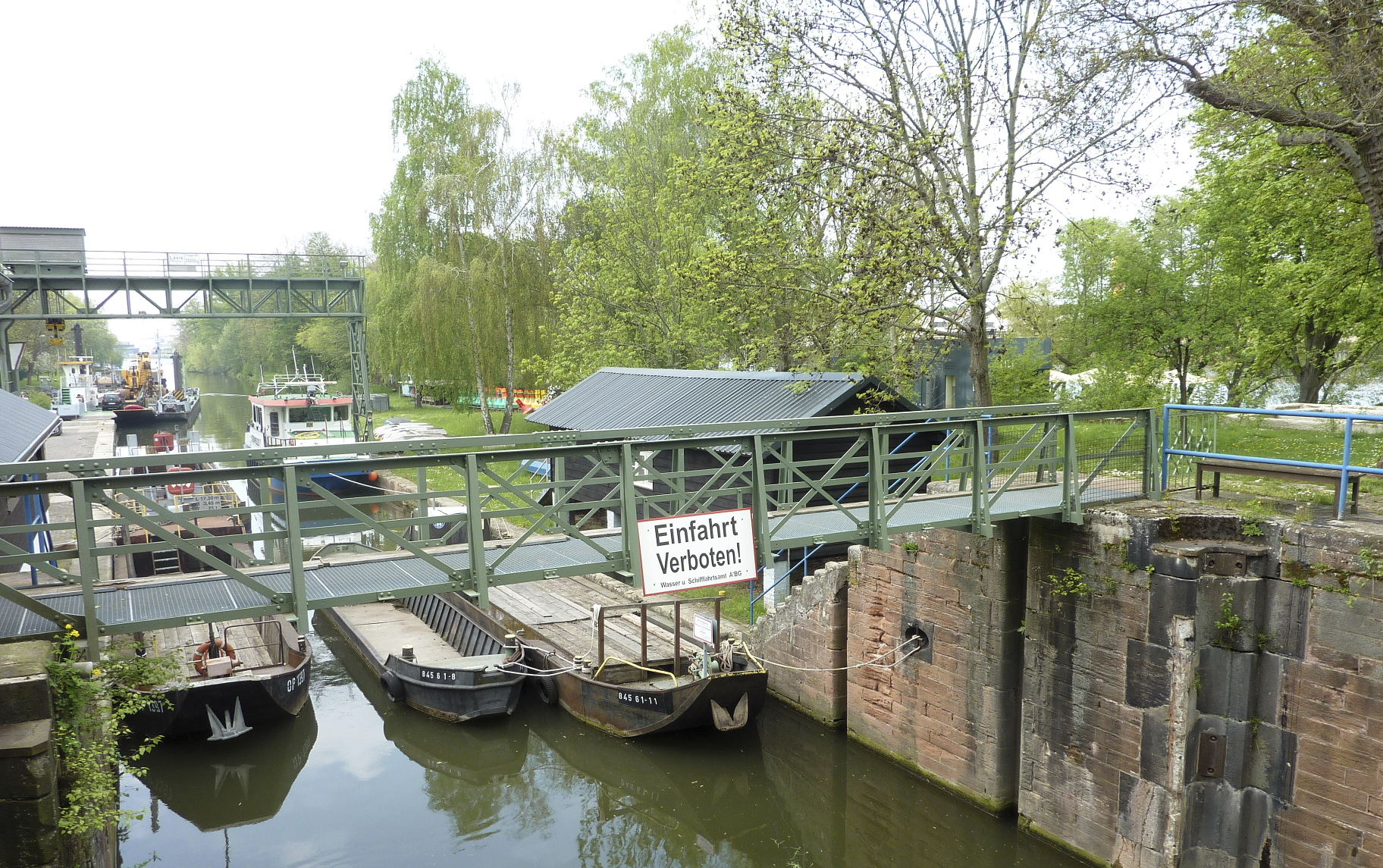
Reste der Schleusenkammer der Schleuse Niederrad, Blick nach Nordwesten. Rechts im Hintergrund das Gelände des Licht- und Luftbades

### Schleuse Niederrad
Um Schiffen mit größerem Tiefgang das Befahren des Mains zu ermöglichen, wurde dessen Unterlauf zwischen Frankfurt und der Flussmündung bei Mainz in den 1880er-Jahren kanalisiert. Die Schleuse Niederrad, erbaut von 1883 bis 1885, gehörte zu einem von ehemals fünf Nadelwehren entlang dieses Abschnitts des Flusslaufs. Beim Bau des Unterkanals der Schleuse Niederrad wurde ein noch gut erhaltenes Römergrab gefunden, neben einigen Tongefäßen und einer Lampe fand sich auch eine Münze aus trajanischer Zeit. Die Nadelwehre am Main waren in Betrieb bis ihre Aufgaben im Jahr 1928 von leistungsfähigeren Walzenwehren wie zum Beispiel von dem der Frankfurter Staustufe Griesheim übernommen wurden.

### Badebetrieb im 20. Jahrhundert
Auf der für die Schleuse aufgeschütteten Landzunge wurde im Jahr 1900 das Licht- und Luftbad Niederrad als öffentliches Strandbad und Flussschwimmbad eröffnet. Für den Betrieb des Bades waren mehrere Zweckbauten errichtet worden – Schuppen in Holzbauweise mit Umkleide- und Lagerräumen sowie Beobachtungsposten für die Lebensrettung. Ein Großteil dieser Bauten diente bis zu deren Abriss im Jahr 2016 unter anderem als Lager für die Geräte der Parkgärtner.
Eine erhalten gebliebene Holzbaracke („Blaues Haus“) im Osten der Landzunge war von 2008 bis zu deren Zerstörung durch Brand im Januar 2018 der Sitz eines Kunstvereins. Ein Wiederaufbau ist geplant.

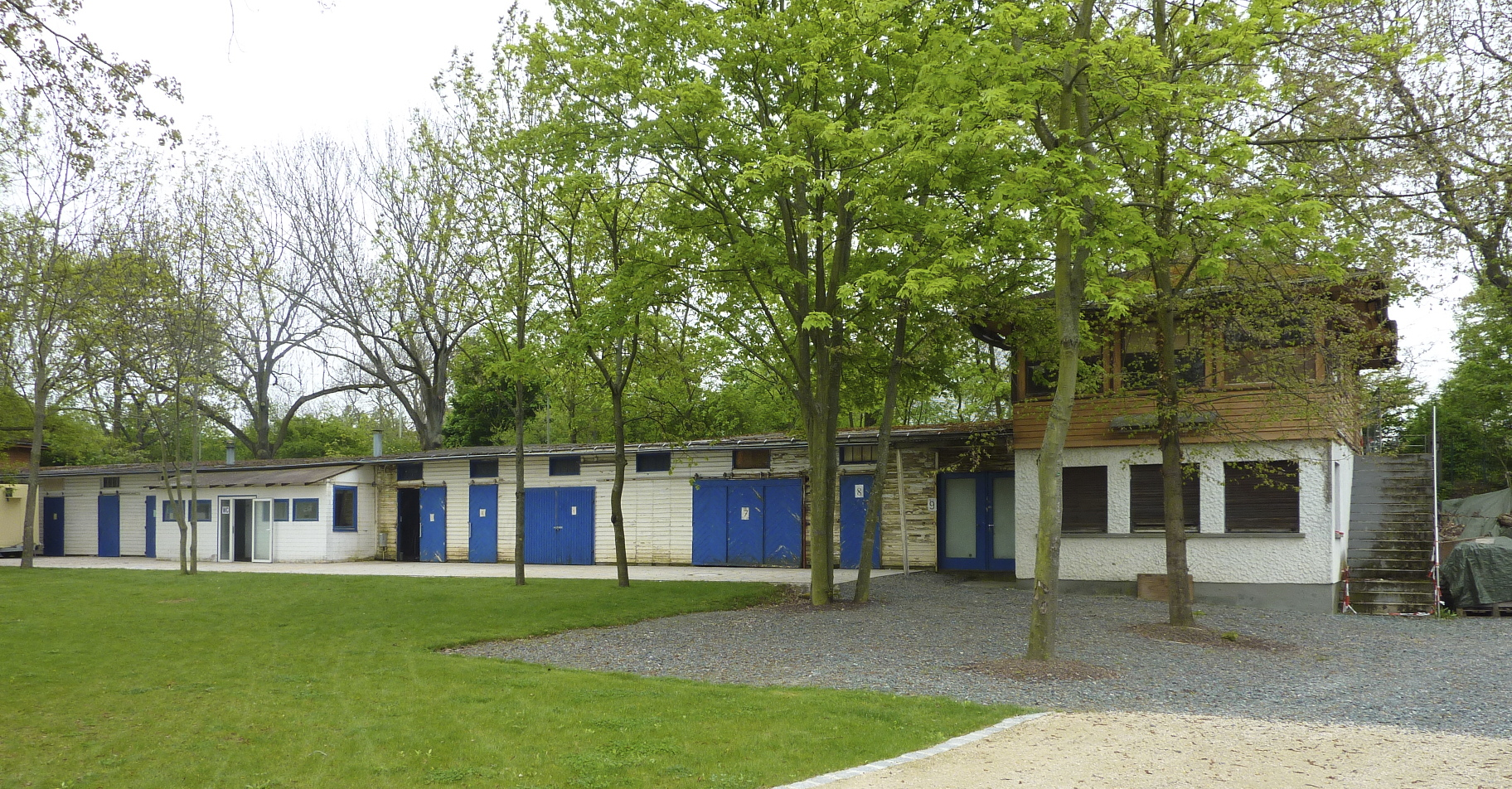
Bauten des ehemaligen Flussschwimmbades am südlichen Rand des Geländes (abgerissen 2016)

Bis ins 20. Jahrhundert war das Baden im Main üblich, und es existierten mehrere weitere Mainbäder wie etwa am Molenkopf im Frankfurter Osthafen sowie am Uferstreifen Nizza am nördlichen Mainufer. In der Zeit des Nationalsozialismus war das Licht- und Luftbad bis 1938 die letzte öffentliche Badeanstalt, die für jüdische Bürger in Frankfurt zugänglich war. Ab November 1938 war jüdischen Frankfurtern die Benutzung öffentlicher Bäder gänzlich untersagt; im Folgejahr wurde das Licht- und Luftbad von der nationalsozialistischen Organisation SA übernommen. Eine im Jahr 1994 enthüllte Gedenktafel auf dem Gelände erinnert an die Verfolgung der Frankfurter jüdischen Bevölkerung. Nach dem Ende des Zweiten Weltkriegs bis 1949 wurde das Licht- und Luftbad von den in Frankfurt stationierten US-Besatzungstruppen als Freizeit- und Erholungsgelände genutzt; anschließend übernahm das Sport- und Badeamt der Stadt Frankfurt die Verwaltung. In den darauf folgenden Jahren wurde der Badebetrieb für längere Zeit eingestellt. Die Landzunge im Main diente unter anderem als Eselsweide und als Campingplatz.

### Neueröffnung als Park im 21. Jahrhundert
Im Mai 2003 wurde das Bad nach Renovierungsarbeiten unter dem alten Namen für die Öffentlichkeit neu eröffnet. Das neugestaltete Parkgelände erstreckt sich am Niederräder Ufer vom westlichen Ende der Landzunge (in Höhe des südlich davon gelegenen Elli-Lucht-Parks) bis zu deren östlichem Rand an der Mündung des Königsbachs in den Main am südlichen Fuß der Main-Neckar-Brücke. Das Parkgelände ist von West nach Ost in vier unterschiedlich breite Zonen unterteilt: Grill- und Veranstaltungsbereich, Liegewiese/Spielwiese, Gastronomiebereich sowie eine weitere Zone mit Liegewiese/Spielwiese.

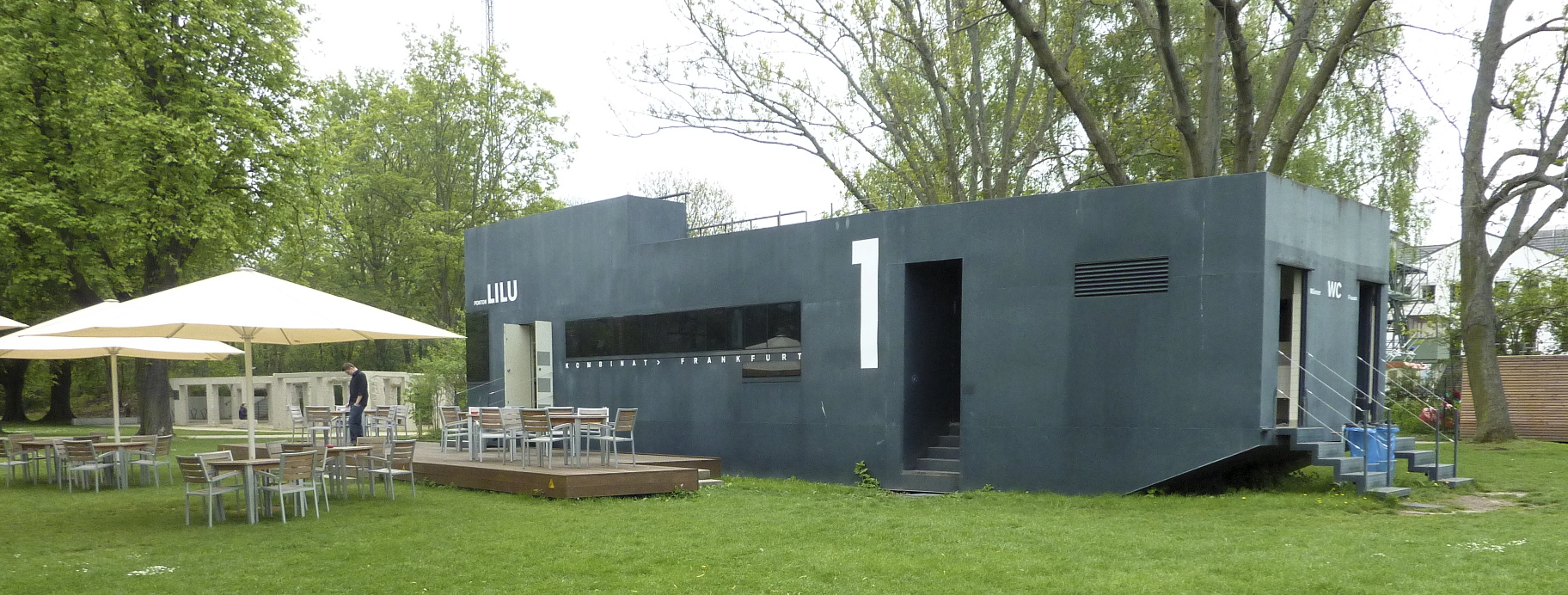
Ponton-Café LILU 1 mit Terrasse

Auf dem parkähnlich gestalteten Gelände existieren seitdem unter anderem ein Spielplatz, ausgedehnte Liegewiesen, etwa 150 m² Strand aus aufgeschüttetem Sand, ein Grillplatz sowie ein Café mit hölzerner Außenterrasse. Das Café/Kiosk befindet sich in einem stählernen Ponton von 19 m Länge und 5,5 m Breite und mit dem Namen „LILU “ versehen etwa auf der Mitte der west-östlichen Ausdehnung der Halbinsel. Bei Hochwasserständen schwimmt dieser an zwei mehrere Meter hohen Pollern verankerte Ponton senkrecht auf dem Hochwasser auf, ohne seinen Standort zu verlassen. Geplant wurde der Ponton von Meixner Schlüter Wendt Architekten. Das LiLu-Ponton Café wird von der Firma kombinat gGmbH betrieben, einem Inklusionsunternehmen in Frankfurt. Zentrale Aufgabe der kombinat gGmbH ist die Beschäftigung von Menschen mit Behinderung zu angepassten Bedingungen.
Der Betrieb des Licht- und Luftbades wurde von der Transfer-Werkstatt des Frankfurter Vereins für soziale Heimstätten e. V. übernommen. Die Transfer-Werkstatt betreibt zusätzlich auf dem Gelände einen Verleih von Schwenkgrills, Volleyball-Netzen und Boule-Kugeln sowie von weiterer Ausstattung (Biergarnituren und ähnliches) für vor Ort stattfindende Veranstaltungen. Die unmittelbar benachbarten, vom Parkgelände durch einen Zaun getrennten Anlagen der Alten Niederräder Schleuse – Schleusenkammer und Gebäude – werden vom Wasserstraßen- und Schifffahrtsamt Aschaffenburg, Außenbezirk Frankfurt verwaltet.